# Leonie van Nierop (historica)

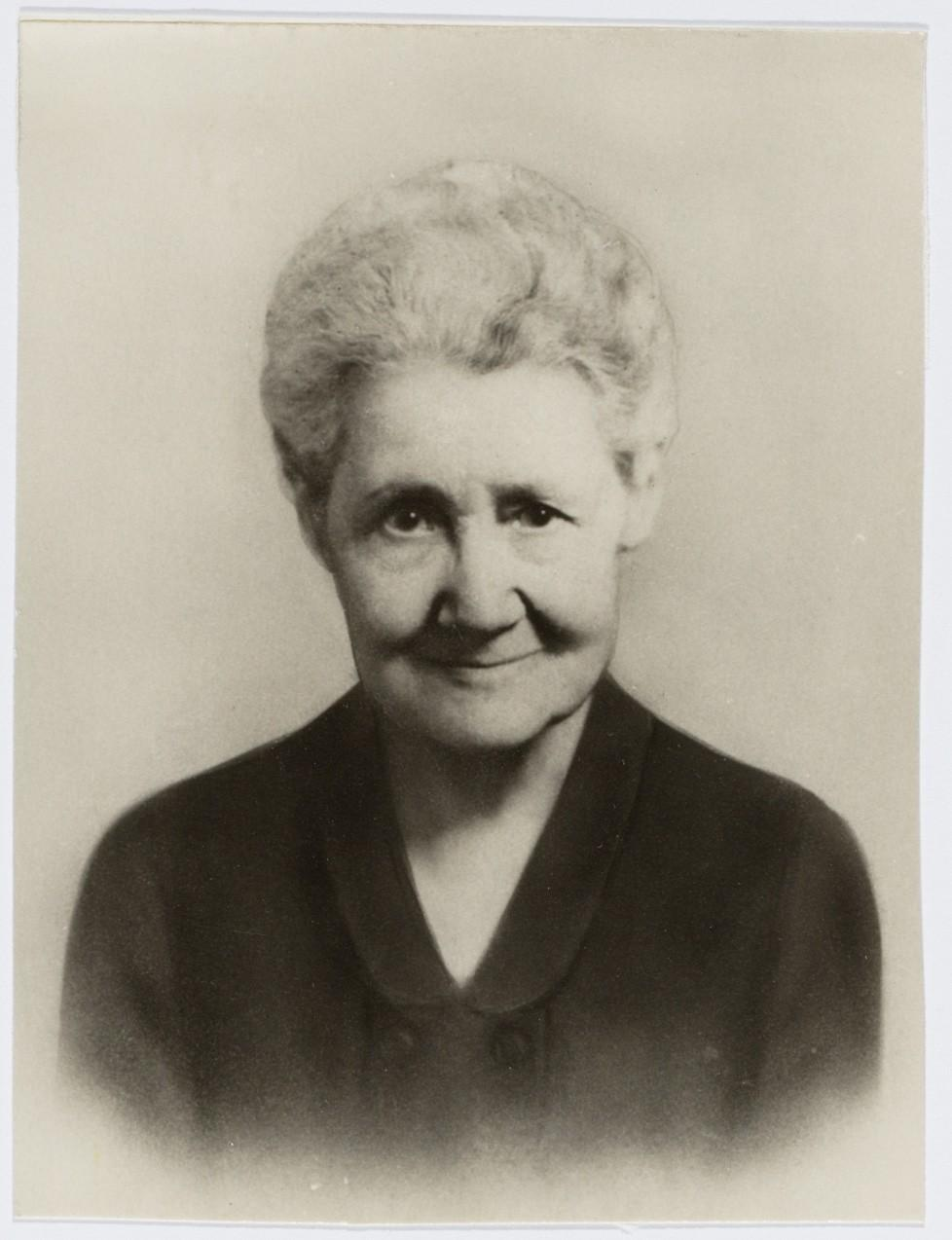
Leonie van Nierop omstreeks 1945

Leonie van Nierop (Amsterdam, 12 augustus 1879 - Washington D.C., Verenigde Staten, 29 juni 1960) was historica en de eerste vrouwelijke doctor in de staatswetenschappen. Zij was de oudste dochter van Frederik Salomon van Nierop en zijn tweede vrouw Emilie Regina Gompertz.

## Opleiding
In 1896 behaalde Leonie van Nierop het diploma van de Hogere Burgerschool voor Meisjes aan de Keizersgracht, waarna zij verder wilde leren voor onderwijzeres. Haar vader zag haar echter liever niet voor de klas staan en Van Nierop deed vervolgens staatsexamen gymnasium, zodat zij naar de universiteit kon. Nadat zij dit examen in 1899 behaalde ging zij rechten studeren aan de Gemeente Universiteit van Amsterdam. Na haar kandidaatsexamen rechten deed Van Nierop doctoraalexamen in de staatswetenschappen en in 1905 promoveerde zij op het proefschrift De bevolkingsbeweging der Nederlandsche stad, dat een sociaal-economische geschiedenis van de Hollandse steden was.

## Carrière
De interesse van Van Nierop lag bij historische feiten, maar een afzonderlijke studie geschiedenis bestond nog niet. Van Nierop wist binnen de economische geschiedwetenschap echter een goede reputatie en carrière op te bouwen. In 1910 kreeg zij opdracht om het derde deel van een bronnenreeks over de Levantse handel in de reeks Rijks Geschiedkundige Publicatiën te verzorgen. Artikelen van haar verschenen onder andere in De Gids, het  Tijdschrift voor geschiedenis en de jaarboeken van het Genootschap Amstelodamum en het Nederlandsch Economisch-Historisch Archief (NEHA). Ook was zij een van de oprichters van het NEHA.
Vanwege gezondheidsproblemen verloor Van Nierop in 1925 de opdracht over de Levantse handel, maar zij bleef historisch onderzoek doen. Daarnaast hield zij zich bezig met maatschappelijke kwesties. Al in 1913 werd zij lid van de gemeentelijke Commissie van Toezicht op het Lager Onderwijs en steunde zij samen met anderen een petitie voor de oprichting van een openbare leeszaal. Later was zij actief in het bestuur van onder andere de kunstnijverheidshandel Het Klokhuis (waar bijzondere Hollandse stoffen werden verkocht), de Vereniging voor Verbetering van Vrouwenkleeding, het Leesmuseum voor Vrouwen en het Sanatorium Hoog Laren.
Vanwege de ontwikkelingen in nazi-Duitsland vertrok de joodse Leonie van Nierop in 1938 samen met haar jongere zus Johanna Elisabeth van Nierop (1882) naar de Verenigde Staten, waar zij zich vestigde in Washington DC.